# Batrachedridae
Batrachedridae — родина лускокрилих комах надродини Gelechioidea. Інколи вживається ненаукова назва «молі-жаби». Відомо понад 150 видів.

## Поширення
Представники родини поширені, в основному, в тропічних та субропічних регіонах. В Палеарктиці відомо 10 видів, з них в Україні трапляється два види — Batrachedra pinicolella та Batrachedra praeangusta.

## Опис
Це маленькі, тонкі молі, які відпочивають зі щільно закритими крилами навколо своїх тіл та піднятим догори переднім кінцем тіла. Розмах крил 9-20 мм. Забарвлення темно-сіре. Губні щупики досить довгі, загнуті вгору. Вусики ниткоподібні, майже досягають вершини переднього крила.

## Спосіб життя
Гусениці живляться, переважно, листям дерев. Деякі види пов'язані з хвойними і трав'янистими однодольними. Також деякі види перейшли до хижацтва на червеців, або трапляються як коменсали в гніздах павуків і мурах. Гусениці дуже рухливі і будують трубчасті ходи на поверхні і в порожнинах харчового субстрату.

## Роди
- Batrachedra Herrich-Schäffer, 1853
- Chedra Hodges, 1966
- Corythangela Meyrick, 1897
- Duospina Hodges, 1966
- Enscepastra Meyrick, 1920
- Homaledra Busck, 1900
- Houdinia Hoare, Dugdale & Watts, 2006
- Idioglossa Walsingham, 1881
- Ifeda Hodges, 1966